# Coppa Europa di sci alpino 1999
La Coppa Europa di sci alpino 1999 fu la 28ª edizione della manifestazione organizzata dalla Federazione Internazionale Sci.
La stagione maschile iniziò il 7 dicembre 1998 a Valloire, in Francia, e si concluse il 4 marzo 1999 a Gällivare, in Svezia; furono disputate 28 gare (4 discese libere, 4 supergiganti, 10 slalom giganti, 10 slalom speciali), in 14 diverse località. L'austriaco Michael Walchhofer si aggiudicò sia la classifica generale, sia quella di slalom speciale; il giapponese Yasuyuki Takishita vinse quella di discesa libera, l'austriaco Patrick Wirth quella di supergigante e l'italiano Gerhard Königsrainer quella di slalom gigante. L'austriaco Benjamin Raich era il detentore uscente della Coppa generale.
La stagione femminile iniziò il 5 dicembre 1998 a Špindlerův Mlýn, in Repubblica Ceca, e si concluse il 4 marzo 1999 a Gällivare, in Svezia; furono disputate 30 gare (7 discese libere, 6 supergiganti, 8 slalom giganti, 9 slalom speciali), in 12 diverse località. L'austriaca Silvia Berger si aggiudicò sia la classifica generale, sia quelle di discesa libera e di slalom gigante; la sua connazionale Eveline Rohregger vinse quella di supergigante e la francese Stéphanie Clément-Guy quella di slalom speciale. L'austriaca Marianna Salchinger era la detentrice uscente della Coppa generale.

## Uomini

### Risultati
| Data             | Località                         | Nazione  | Spec. | Primo              | Secondo                       | Terzo              |
| ---------------- | -------------------------------- | -------- | ----- | ------------------ | ----------------------------- | ------------------ |
| 7 dicembre 1998  | Valloire                         | Francia  | GS    | Benjamin Raich     | Sami Uotila                   | Urs Kälin          |
| 8 dicembre 1998  | Valloire                         | Francia  | GS    | Joël Chenal        | Christophe Saioni             | Benjamin Raich     |
| 14 dicembre 1998 | Nova Levante/Passo di Costalunga | Italia   | SL    | Michael Walchhofer | Jérôme Baptendier             | Urs Imboden        |
| 15 dicembre 1998 | Obereggen                        | Italia   | SG    | Patrick Wirth      | Christoph Gruber              | Christian Greber   |
| 16 dicembre 1998 | Obereggen                        | Italia   | SL    | Fabrizio Tescari   | Ronald Stampfer               | Drago Grubelnik    |
| 19 dicembre 1998 | Altenmarkt-Zauchensee            | Austria  | DH    | Yasuyuki Takishita | Kurt Sulzenbacher             | Christian Greber   |
| 20 dicembre 1998 | Altenmarkt-Zauchensee            | Austria  | DH    | Yasuyuki Takishita | Christian Greber              | Michael Walchhofer |
| 21 dicembre 1998 | Altenmarkt-Zauchensee            | Austria  | SG    | Ivan Bormolini     | Roland Assinger               | Cédric Morand      |
| 22 dicembre 1998 | Altenmarkt-Zauchensee            | Austria  | SG    | Patrick Wirth      | Christian Greber              | Chad Fleischer     |
| 7 gennaio 1999   | Kranjska Gora                    | Slovenia | GS    | Sami Uotila        | Gerhard Königsrainer          | Ivan Bormolini     |
| 8 gennaio 1999   | Kranjska Gora                    | Slovenia | SL    | Michael Walchhofer | Urs Imboden                   | Gaku Hirasawa      |
| 10 gennaio 1999  | Hinterstoder                     | Austria  | SL    | Mika Marila        | Kilian Albrecht               | Michael Walchhofer |
| 11 gennaio 1999  | Hinterstoder                     | Austria  | GS    | Christoph Gruber   | Ivan Bormolini                | Bjarne Solbakken   |
| 14 gennaio 1999  | Adelboden                        | Svizzera | GS    | Ivan Bormolini     | Dane Spencer                  | Christoph Gruber   |
| 15 gennaio 1999  | Adelboden                        | Svizzera | SL    | Drago Grubelnik    | Gaku Hirasawa                 | Mario Reiter       |
| 20 gennaio 1999  | Falcade                          | Italia   | DH    | Kevin Wert         | Norbert Holzknecht            | Patrick Wirth      |
| 21 gennaio 1999  | Falcade                          | Italia   | DH    | Roland Fischnaller | Klaus Kröll                   | Maurizio Feller    |
| 22 gennaio 1999  | Falcade                          | Italia   | SG    | Patrick Wirth      | Christoph Gruber              | Bjarne Solbakken   |
| 6 febbraio 1999  | Zwiesel                          | Germania | GS    | Romuald Licinio    | Gerhard Königsrainer          | Florian Seer       |
| 11 febbraio 1999 | Tarvisio                         | Italia   | SL    | Ronald Stampfer    | Johan Brolenius               | Heinz Schilchegger |
| 12 febbraio 1999 | Sella Nevea                      | Italia   | GS    | Frédéric Covili    | Christoph Gruber              | Heinz Schilchegger |
| 13 febbraio 1999 | Sella Nevea                      | Italia   | SL    | Sergio Bergamelli  | Richard Gravier               | Jérôme Baptendier  |
| 15 febbraio 1999 | Ravascletto                      | Italia   | GS    | Arnold Rieder      | Bjarne Solbakken Nicolas Zoll |                    |
| 16 febbraio 1999 | Ravascletto                      | Italia   | SL    | Åne Sæter          | Pierre Violon                 | Sergio Bergamelli  |
| 28 febbraio 1999 | Kiruna                           | Svezia   | SL    | Michael Walchhofer | Éric Rolland                  | Florian Seer       |
| 1º marzo 1999    | Kiruna                           | Svezia   | SL    | Kurt Engl          | Éric Rolland                  | Markus Larsson     |
| 3 marzo 1999     | Gällivare                        | Svezia   | GS    | Walter Girardi     | Raphaël Burtin                | Rainer Schönfelder |
| 4 marzo 1999     | Gällivare                        | Svezia   | GS    | Sami Uotila        | Christoph Gruber              | Walter Girardi     |

Legenda:

DH = discesa libera

SG = supergigante

GS = slalom gigante

SL = slalom speciale

### Classifiche

#### Generale
| Pos. | Nome                 | Nazione   | Punti |
| ---- | -------------------- | --------- | ----- |
| 1    | Michael Walchhofer   | Austria   | 623   |
| 2    | Christoph Gruber     | Austria   | 558   |
| 3    | Ivan Bormolini       | Italia    | 503   |
| 4    | Ronald Stampfer      | Austria   | 483   |
| 5    | Frédéric Covili      | Francia   | 432   |
| 6    | Bjarne Solbakken     | Norvegia  | 427   |
| 7    | Patrick Wirth        | Austria   | 420   |
| 8    | Gerhard Königsrainer | Italia    | 403   |
| 8    | Sami Uotila          | Finlandia | 384   |
| 10   | Walter Girardi       | Italia    | 370   |

#### Discesa libera
| Pos. | Nome               | Nazione  | Punti |
| ---- | ------------------ | -------- | ----- |
| 1    | Yasuyuki Takishita | Giappone | 200   |
| 2    | Roland Fischnaller | Italia   | 177   |
| 3    | Maurizio Feller    | Italia   | 165   |
| 4    | Kevin Wert         | Canada   | 150   |
| 5    | Christian Greber   | Austria  | 140   |

#### Supergigante
| Pos. | Nome             | Nazione | Punti |
| ---- | ---------------- | ------- | ----- |
| 1    | Patrick Wirth    | Austria | 300   |
| 2    | Christian Greber | Austria | 190   |
| 3    | Christoph Gruber | Austria | 174   |
| 4    | Ivan Bormolini   | Italia  | 143   |
| 5    | Roland Assinger  | Austria | 116   |

#### Slalom gigante
| Pos. | Nome                 | Nazione   | Punti |
| ---- | -------------------- | --------- | ----- |
| 1    | Gerhard Königsrainer | Italia    | 403   |
| 2    | Sami Uotila          | Finlandia | 384   |
| 3    | Christoph Gruber     | Austria   | 355   |
| 4    | Frédéric Covili      | Francia   | 349   |
| 5    | Ivan Bormolini       | Italia    | 334   |

#### Slalom speciale
| Pos. | Nome               | Nazione | Punti |
| ---- | ------------------ | ------- | ----- |
| 1    | Michael Walchhofer | Austria | 423   |
| 2    | Ronald Stampfer    | Austria | 389   |
| 3    | Kurt Engl          | Austria | 257   |
| 4    | Florian Seer       | Austria | 254   |
| 5    | Markus Larsson     | Svezia  | 247   |

## Donne

### Risultati
| Data             | Località              | Nazione   | Spec. | Prima                            | Seconda                    | Terza               |
| ---------------- | --------------------- | --------- | ----- | -------------------------------- | -------------------------- | ------------------- |
| 5 dicembre 1998  | Špindlerův Mlýn       | Rep. Ceca | SL    | Kazuko Ikeda                     | Janette Hargin             | Eveline Rohregger   |
| 6 dicembre 1998  | Špindlerův Mlýn       | Rep. Ceca | SL    | Tiziana De Martin Tropanin       | Nicole Gius                | Eveline Rohregger   |
| 10 dicembre 1998 | Sankt Sebastian       | Austria   | GS    | Eveline Rohregger                | Tiziana De Martin Tropanin | Silke Bachmann      |
| 11 dicembre 1998 | Sankt Sebastian       | Austria   | SL    | Ingrid Salvenmoser               | Lara Magoni                | Petra Olamo         |
| 14 dicembre 1998 | Bardonecchia          | Italia    | GS    | Eveline Rohregger                | Silvia Berger              | Karen Putzer        |
| 15 dicembre 1998 | Bardonecchia          | Italia    | GS    | Silvia Berger                    | Nicole Gius                | Allison Forsyth     |
| 16 dicembre 1998 | Megève                | Francia   | SG    | Karen Putzer                     | Christiane Mitterwallner   | Tanja Schneider     |
| 18 dicembre 1998 | Megève                | Francia   | DH    | Michaela Kofler                  | Merete Fjeldavlie          | Silvia Berger       |
| 5 gennaio 1999   | Megève                | Francia   | DH    | Merete Fjeldavlie                | Silvia Berger              | Kerstin Reisenhofer |
| 6 gennaio 1999   | Megève                | Francia   | DH    | Karin Blaser                     | Merete Fjeldavlie          | Martina Lechner     |
| 7 gennaio 1999   | Megève                | Francia   | SG    | Karin Blaser                     | Eveline Rohregger          | Pia Käyhkö          |
| 8 gennaio 1999   | Megève                | Francia   | SG    | Doris Götzenbrucker              | Karin Blaser               | Eveline Rohregger   |
| 13 gennaio 1999  | Veysonnaz             | Svizzera  | DH    | Silvia Berger                    | Doris Götzenbrucker        | Michaela Kofler     |
| 14 gennaio 1999  | Veysonnaz             | Svizzera  | DH    | Silvia Berger                    | Jeanette Collenberg        | Nadia Styger        |
| 15 gennaio 1999  | Veysonnaz             | Svizzera  | SG    | Delphine Rayne Eveline Rohregger |                            | Veronika Thanner    |
| 18 gennaio 1999  | Lachtal               | Austria   | GS    | Tanja Poutiainen                 | Silvia Berger              | Anna Ottosson       |
| 19 gennaio 1999  | Lachtal               | Austria   | SL    | Sabine Egger                     | Monika Bergmann            | Riitta Pitkänen     |
| 21 gennaio 1999  | Rogla                 | Slovenia  | GS    | Špela Pretnar                    | Silvia Berger              | Tanja Poutiainen    |
| 22 gennaio 1999  | Rogla                 | Slovenia  | SL    | Ingrid Salvenmoser               | Sabine Egger               | Petra Olamo         |
| 26 gennaio 1999  | Altenmarkt-Zauchensee | Austria   | DH    | Kerstin Reisenhofer              | Silvia Berger              | Sibylle Murer       |
| 27 gennaio 1999  | Altenmarkt-Zauchensee | Austria   | DH    | Silvia Berger                    | Veronika Thanner           | Marlies Schild      |
| 28 gennaio 1999  | Altenmarkt-Zauchensee | Austria   | SG    | Nadia Styger                     | Carolina Waidhofer-Dummer  | Marlies Schild      |
| 8 febbraio 1999  | Abetone               | Italia    | SL    | Stéphanie Clément-Guy            | Vanessa Vidal              | Karin Truppe        |
| 9 febbraio 1999  | Abetone               | Italia    | SL    | Stéphanie Clément-Guy            | Karin Truppe               | Noriyo Hiroi        |
| 12 febbraio 1999 | Sankt Moritz          | Svizzera  | GS    | Maddalena Planatscher            | Tiziana De Martin Tropanin | Tanja Schneider     |
| 13 febbraio 1999 | Sankt Moritz          | Svizzera  | SG    | Tanja Schneider                  | Alessandra Merlin          | Karin Blaser        |
| 28 febbraio 1999 | Kiruna                | Svezia    | SL    | Trine Bakke                      | Christel Pascal            | Vanessa Vidal       |
| 1º marzo 1999    | Kiruna                | Svezia    | SL    | Vicky Grau                       | Bente Giljarhus            | Vanessa Vidal       |
| 3 marzo 1999     | Gällivare             | Svezia    | GS    | Silke Bachmann                   | Tanja Poutiainen           | Allison Forsyth     |
| 4 marzo 1999     | Gällivare             | Svezia    | GS    | Maddalena Planatscher            | Silvia Berger              | Anna Ottosson       |

Legenda:

DH = discesa libera

SG = supergigante

GS = slalom gigante

SL = slalom speciale

### Classifiche

#### Generale
| Pos. | Nome                       | Nazione   | Punti |
| ---- | -------------------------- | --------- | ----- |
| 1    | Silvia Berger              | Austria   | 1126  |
| 2    | Eveline Rohregger          | Austria   | 852   |
| 3    | Tiziana De Martin Tropanin | Italia    | 507   |
| 4    | Nadia Styger               | Svizzera  | 447   |
| 5    | Michaela Kofler            | Austria   | 441   |
| 6    | Doris Götzenbrucker        | Austria   | 437   |
| 7    | Silke Bachmann             | Italia    | 434   |
| 8    | Tanja Poutiainen           | Finlandia | 414   |
| 9    | Selina Heregger            | Austria   | 390   |
| 10   | Kerstin Reisenhofer        | Austria   | 386   |

#### Discesa libera
| Pos. | Nome                | Nazione  | Punti |
| ---- | ------------------- | -------- | ----- |
| 1    | Silvia Berger       | Austria  | 560   |
| 2    | Kerstin Reisenhofer | Austria  | 295   |
| 3    | Michaela Kofler     | Austria  | 291   |
| 4    | Nadia Styger        | Svizzera | 269   |
| 5    | Merete Fjeldavlie   | Norvegia | 260   |

#### Supergigante
| Pos. | Nome                | Nazione  | Punti |
| ---- | ------------------- | -------- | ----- |
| 1    | Eveline Rohregger   | Austria  | 295   |
| 2    | Karin Blaser        | Austria  | 240   |
| 3    | Doris Götzenbrucker | Austria  | 228   |
| 4    | Tanja Schneider     | Austria  | 182   |
| 5    | Nadia Styger        | Svizzera | 178   |

#### Slalom gigante
| Pos. | Nome                  | Nazione   | Punti |
| ---- | --------------------- | --------- | ----- |
| 1    | Silvia Berger         | Austria   | 520   |
| 2    | Silke Bachmann        | Italia    | 382   |
| 3    | Eveline Rohregger     | Austria   | 377   |
| 4    | Maddalena Planatscher | Italia    | 316   |
| 5    | Tanja Poutiainen      | Finlandia | 293   |

#### Slalom speciale
| Pos. | Nome                       | Nazione  | Punti |
| ---- | -------------------------- | -------- | ----- |
| 1    | Stéphanie Clément-Guy      | Francia  | 282   |
| 2    | Vanessa Vidal              | Francia  | 261   |
| 3    | Tiziana De Martin Tropanin | Italia   | 247   |
| 4    | Noriyo Hiroi               | Giappone | 211   |
| 5    | Karin Truppe               | Austria  | 203   |